# Чайкув (гміна)
Гміна Чайкув (пол. Gmina Czajków) — сільська гміна у північно-західній Польщі. Належить до Остшешовського повіту Великопольського воєводства.
Станом на 31 грудня 2011 у гміні проживало 2527 осіб.

## Територія
Згідно з даними за 2007 рік площа гміни становила 70.77 км², у тому числі:
- орні землі: 51.00%
- ліси: 42.00%

Таким чином, площа гміни становить 9.16% площі повіту.

## Населення
Станом на 31 грудня 2011:
| Опис     | Загалом | Загалом | Чоловіки | Чоловіки | Жінки | Жінки |
| -------- | ------- | ------- | -------- | -------- | ----- | ----- |
| одиниця  | осіб    | %       | осіб     | %        | осіб  | %     |
| все      | 2527    | 100     | 1274     | 50.42    | 1253  | 49.58 |
| міське   | 0       | 100     | 0        |          | 0     |       |
| сільське | 2527    | 100     | 1274     | 50.42    | 1253  | 49.58 |

## Сусідні гміни
Гміна Чайкув межує з такими гмінами: Бжезіни, Броншевіце, Ґалевіце, Ґрабув-над-Просною, Кльонова, Крашевіце.